# Viking Metal Detectors
 (novembre 2023).
Si vous disposez d'ouvrages ou d'articles de référence ou si vous connaissez des sites web de qualité traitant du thème abordé ici, merci de compléter l'article en donnant les références utiles à sa vérifiabilité et en les liant à la section « Notes et références ».
Viking Metal Detectors est une entreprise britannique spécialisée dans la fabrication de détecteur de métaux de loisirs et d'usage professionnel dans la distribution d'eau. Ne comportant pour la plupart que 2 potentiomètres, ils sont d'usage très simples.